# Driekoningen-drieluik
Het Driekoningen-drieluik, ook de Aanbidding der Koningen genoemd, is een triptiek van de Zuid-Nederlandse schilder Jheronimus Bosch in het Prado in Madrid.

## Voorstelling
Op het middenpaneel is een traditionele aanbidding van de wijzen afgebeeld (zie Driekoningen) met aan de horizon daarboven de stad Jeruzalem. In en rondom de vervallen stal kijken omstanders nieuwsgierig toe op het schouwspel. Op de zijvleugels staan de stichters van dit altaarstuk afgebeeld met hun naamheiligen: de heilige Petrus, te herkennen aan zijn sleutels, en de heilige Agnes, met haar symbool het lam. De stichters zijn, aan de hand van hun voornamen en hun familiewapens, geïdentificeerd als Peter Scheyfve en zijn tweede vrouw Agnes de Gramme.

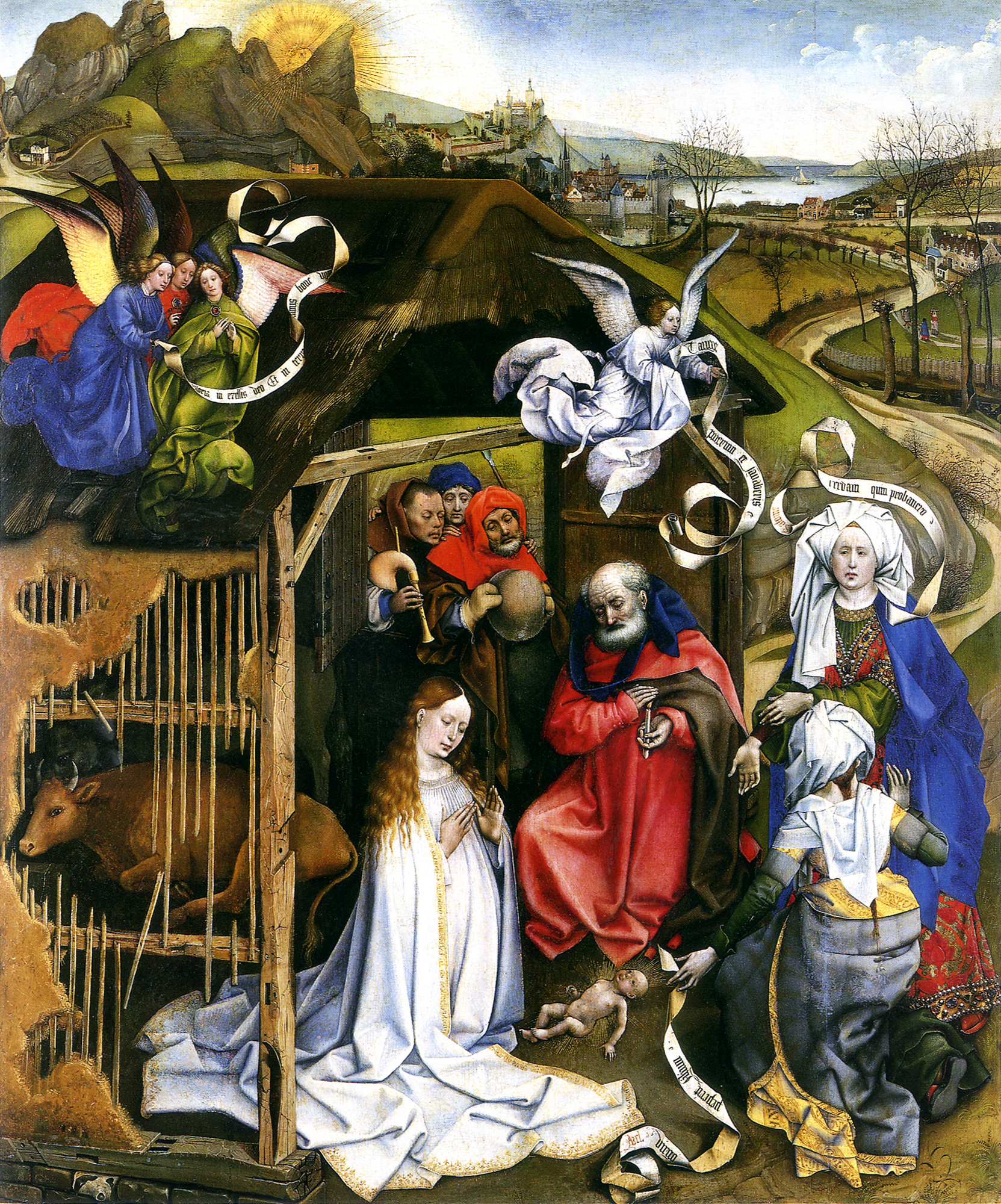
Robert Campin. De geboorte van Christus. Ca. 1423. Dijon, Musée des Beaux-Arts.

Volgens Bosch-kenner Charles de Tolnay is de Maria met kind geïnspireerd op Van Eycks Maagd van kanselier Rolin en leunt de compositie als geheel op de Geboorte van Christus van Robert Campin. De voorstelling heeft iets weg van een liturgische dienst, waaraan niet alleen de drie koningen, maar ook de stichters met hun naamheiligen deelnemen. De geschenken en de gewaden van de koningen bevatten allerlei details, die de voorstelling ondersteunen. Op het stiksel van Melchiors mantel is de opoffering van Manoach afgebeeld met daarboven het bezoek van de koningin van Sheba aan Salomo, verwijzend naar het latere offer van Christus en het bezoek van de koningen zelf. Om aan te geven dat het hier om niet-christelijke koningen gaat, draagt Caspar een bol met daarop een heidens offer. Op deze bol bevindt zich evengoed een pelikaan als symbool van Christus' offerdood. 'In zijn handen houdt hij een met figuurtjes versierd edelmetalen voorwerp, vermoedelijk een wierookvat; op het deksel ervan pikt een gouden vogel naar een bes.' Naast Balthasar staat een geschenk, bestaande uit een gouden smeedhouwwerk van het offer van Isaak, opnieuw een prefiguratie van Jezus’ latere offerdood.

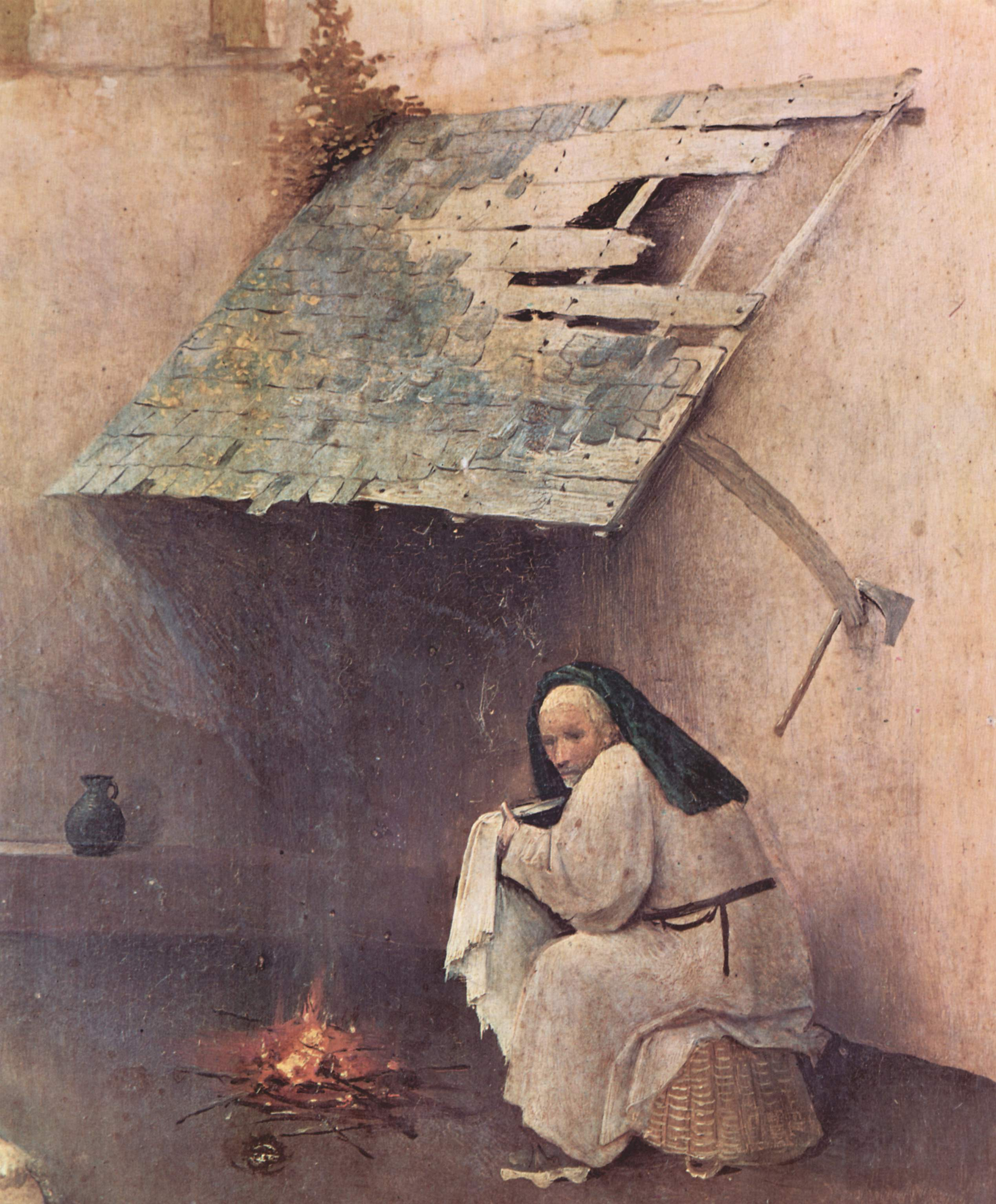
Jozef, droogt boven een vuurtje de luiers van het Jezuskind

In de stal bevinden zich vijf figuren, waaronder een merkwaardige figuur – een soort vierde ‘wijze’ – die echter halfnaakt en met een brede grijns op zijn gezicht is afgebeeld. Hij voert enkele sinistere figuren achter hem aan. De man draagt een krans van takken vergelijkbaar met die van de vrouwelijke, witte geestverschijning op het middenpaneel van Bosch’ Antonius-drieluik. Hij is geketend met gouden boeien en heeft aan zijn vooruitgestoken been een wond, die gevat is in een glazen, cilindervormige reliekhouder. De 'valse profeet' draagt op zijn hoofd een tulband met een doornenkroon en daarboven een soort reliekhouder. 'In zijn hand houdt hij een tiara waarop in drijfwerk demonische figuurtjes zijn afgebeeld die pelikanen vastgrijpen.' Hij draagt onder zijn rode mantel een doorschijnend hemd. Over de precieze betekenis van deze figuur tast men in het duister. Zie Betekenis voor een opsomming van de meest belangrijke interpretaties.
Opmerkelijk is ook de figuur van Jozef, die naar het linkerpaneel is verplaatst en daar boven een vuurtje de luiers van het Jezuskind droogt. Volgens De Tolnay gaat dit motief terug op de kunst van voor Van Eyck. Volgens Borchert is niet Jozef, maar een man in monnikspij afgebeeld in de ruïne van een kerk of klooster. Tegen 'het vervallen kloosterportaal zitten duivelse figuurtjes, en boven de ingang staat een pad op zijn kop, een dier dat bij Bosch meestal als een symbool van het kwaad fungeert; de man bij het vuur is wellicht een valse monnik.' Volgens Borchert staat Jozef achter dezelfde muur als de herders, afgezonderd van het gebeuren, in tegenstelling tot wat in de oud-Nederlandse schilderkunst gebruikelijk was.
Het landschap, dat zich over alle drie de panelen uitstrekt, bevat allerlei kleine tafereeltjes, zoals een doedelzakspeler en twee dansende boeren, een ruiterbende en een door wolven overvallen paar. Deze, en andere details, zoals het afgodsbeeld dat richting Jeruzalem wijst en meer dan één folterraden, verwijzen naar de slechtheid van de wereld en het ongeloof van de mens.

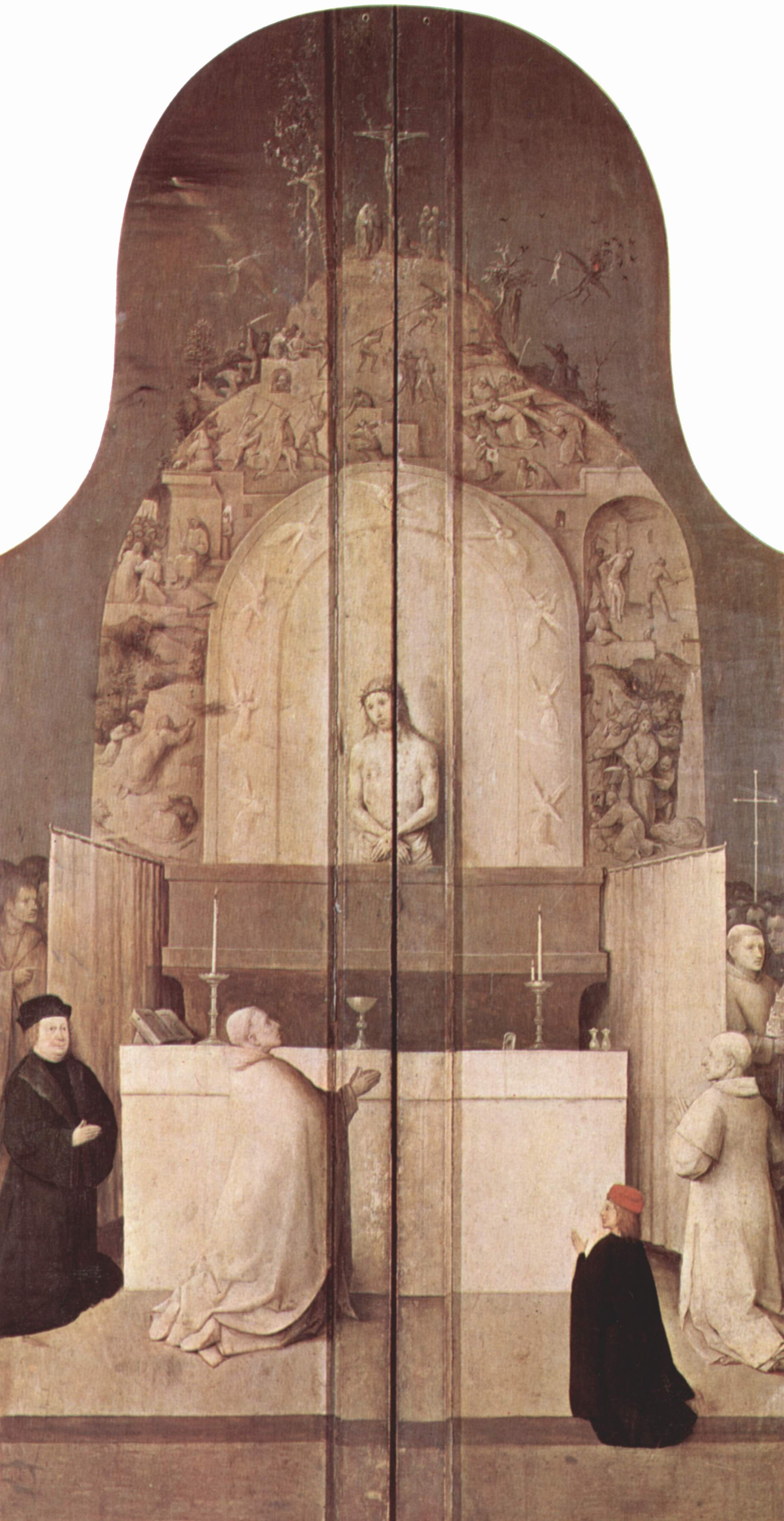
Buitenzijde: Gregoriusmis.

## Buitenzijde
In gesloten toestand is op het drieluik de Mis van Sint Gregorius te zien. Deze voorstelling is uitgevoerd in grisaille en is gedeeltelijk op de lijst geschilderd. Deze Gregoriusmis komt sterk overeen met een paneel, dat zich waarschijnlijk vroeger in het klooster Coudewater, niet ver van 's-Hertogenbosch bevond. In deze voorstelling wordt de eucharistie direct in verband gebracht met de opstanding van Christus. Om dit te versterken zijn rondom de Christusfiguur de belangrijkste momenten van zijn lijdensweg afgebeeld, van de tuin van Getsemane (linksonder) tot en met de kruisiging (midden boven). De oude man en de jongen, die deel uitmaken van deze mis, maar die niet in grisaille zijn weergegeven, moeten familieleden van Peter Scheyfve en Agnes de Gramme geweest zijn. Hun namen zijn echter niet bekend. Mogelijk was Gregorius de naamheilige van een van deze twee en heette deze persoon dus Gregorius of Joris.

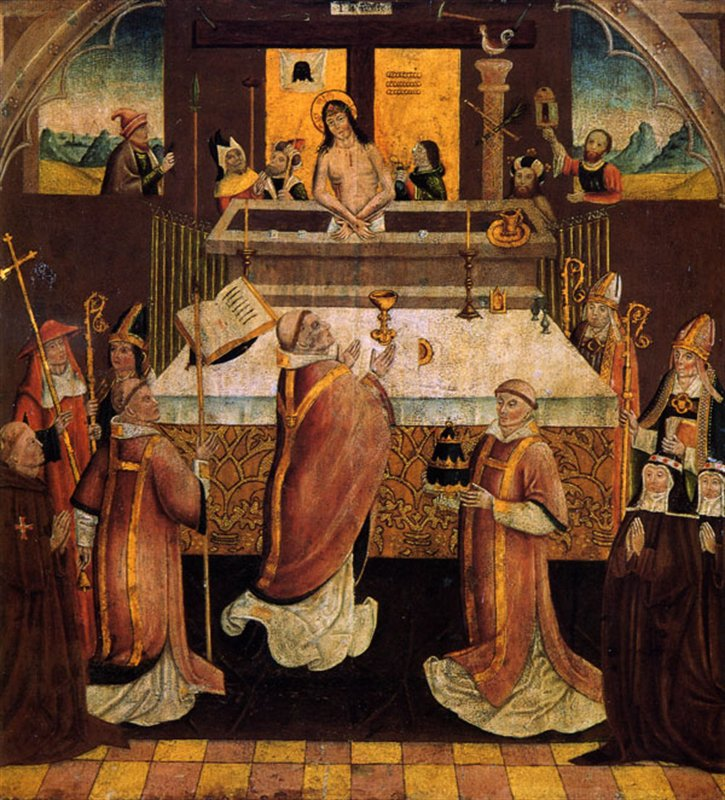
Anoniem (Brabant). De Gregoriusmis. 1475-1500. Uden, Museum voor Religieuze Kunst.

## Betekenis
Over de betekenis van het werk als geheel bestaat geen twijfel. Het zijn vooral de mysterieuze man in de deuropening en de eventuele relatie tussen de voorstelling aan de binnenzijde en die aan de buitenzijde die in de literatuur over het Driekoningen-drieluik het meest aan bod komen. Volgens de Bossche stadsarchivaris Jan Hezenmans behoren de figuren in de stal, waaronder de mysterieuze man, tot de ‘personen van het gevolg der koningen’. Volgens Bosch-auteur Hermann Dollmayr zijn deze figuren echter niet in overeenstemming met wat men van een koninklijk gevolg mag verwachten en doen ze eerder denken aan Bosch’ ‘Teufel- und Spukgestalten’. Lionel Cust suggereert dat het hier gaat om Herodes’ boden, terwijl Charles de Tolnay ze identificeert als ‘neubekehrte Barbaren’ en in de mysterieuze man een voorafbeelding ziet van het lijden van Christus. Volgens Jacques Combe zijn het ongelovigen, die altijd op de loer liggen om gelovigen van het rechte pad te houden, een concept dat volgens hem veelvuldig in de werken van Bosch voorkomt. De kunsthistorica Lotte Brand Philip gaat hierop voort door te suggereren dat de mysterieuze man de tegenhanger van Jezus voorstelt, de antichrist. Volgens een legende zou de antichrist in de vorm van de Messias van het Joodse volk, als een in gouden boeien geketende lepralijder verschijnen. De vervallen stal zou dan symbool staan voor het Oude Testament (of de Synagoge) en de aanbidding van het kind voor het Nieuwe Testament (of de Kerk).
De identificatie van de mysterieuze man als de antichrist vormt mogelijk de sleutel tot de diepere betekenis van het Driekoningen-drieluik. Door middel van de antichrist waarschuwt de schilder de toeschouwer, dat, hoewel het goede met de geboorte van Jezus zijn intrede in de wereld gedaan heeft, de antichrist nooit ver weg is. De Gregoriusmis aan de buitenzijde onderstreept deze boodschap. Jezus verscheen tijdens deze door paus Gregorius I opgedragen mis, omdat een diaken twijfelde aan de aanwezigheid van Jezus in de hostie, en wie twijfelt aan het offer van Jezus geeft de Antichrist de ruimte om zijn slag te slaan.

## Herkomst

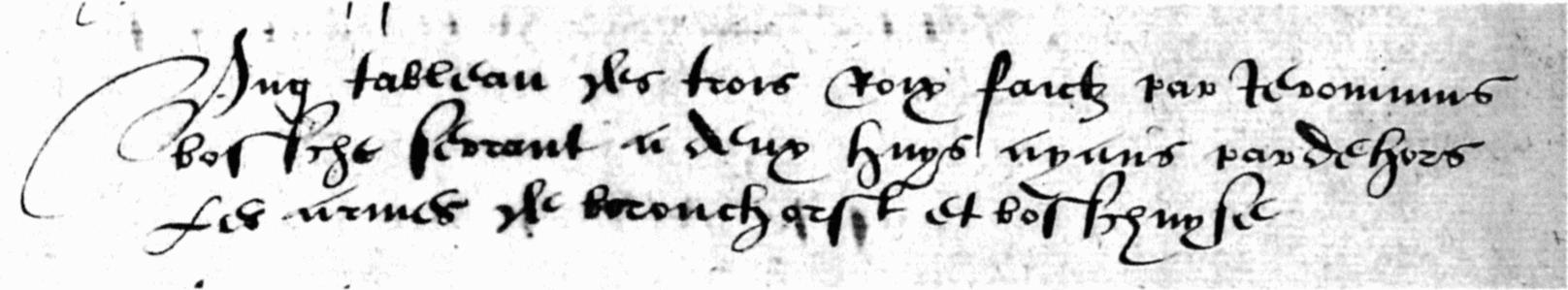
Fragment van de inventaris van Jan van Casembroot. 1567. Brussel, Algemeen Rijksarchief.

Het Driekoningen-drieluik heeft hoogstwaarschijnlijk oorspronkelijk als altaarstuk dienstgedaan, al dan niet in een kerk. Waar het precies stond opgesteld is echter niet meer te achterhalen. Het werk werd in 1839 vanuit het Escorial overgebracht naar het Museo del Prado. Hoe het in het Escorial terechtkwam is niet helemaal duidelijk.
Lang tijd werd aangenomen dat het Driekoningen-drieluik hetzelfde was als het in een archiefstuk genoemde ‘tableau des Trois Rois faict par Jeronimus Bossche, sevrant à deux huys ayans par dehors les armes de Bronckhorst et Bosschuyse’. Dit schilderij was in het bezit van Jan van Casembroot, die getrouwd was met een Wilhelmina Bronchorst. Toen Van Casembroot in 1567 door Alva gearresteerd werd, werd het drieluik geconfisqueerd en naar Spanje verscheept. Nader onderzoek heeft echter uitgewezen dat de wapens niet overeenkomen met die van Bronchorst en Bosschuyse en dat het hier dus moet gaan om een ander, verloren gegaan, schilderij. Bovendien staan de familiewapens van het Driekoningen-drieluik op de voorzijde en niet, zoals het archiefstuk vermeld, ‘par dehors’ (aan de achterzijde).
Ook wordt het Driekoningen-drieluik door sommige experts geïdentificeerd met het drieluik met als voorstelling de Geboorte van Christus, dat Filips II van Spanje in 1574 – samen met een aantal andere werken van Bosch – liet overbrengen naar het Escorial. In een lijst die hiervoor werd opgesteld wordt het omschreven als ‘Una tabla de pintura con dos puertas en que está pintado ‘El Nascimiento’ de Nuestro Señor de mano de Gerónimo Bosqui, que tiene cinco pies de alto y tres de ancho sin las puertas’ (Een paneel met twee luiken waarop geschilderd is ‘De Geboorte’ van onze Lieve Heer van de hand van Jheronimus Bosch, dat 5 voet hoog en 3 voet breed is, uitgezonderd de zijluiken). De hier genoemde 5 bij 3 voet komt echter overeen met 150 bij 90 cm. Deze afmetingen verschillen aanzienlijk van de 138 bij 72 cm van het middenpaneel van het Driekoningen-drieluik in het Prado, zodat het ook hier waarschijnlijk om een ander werk gaat.

## Toeschrijving en datering

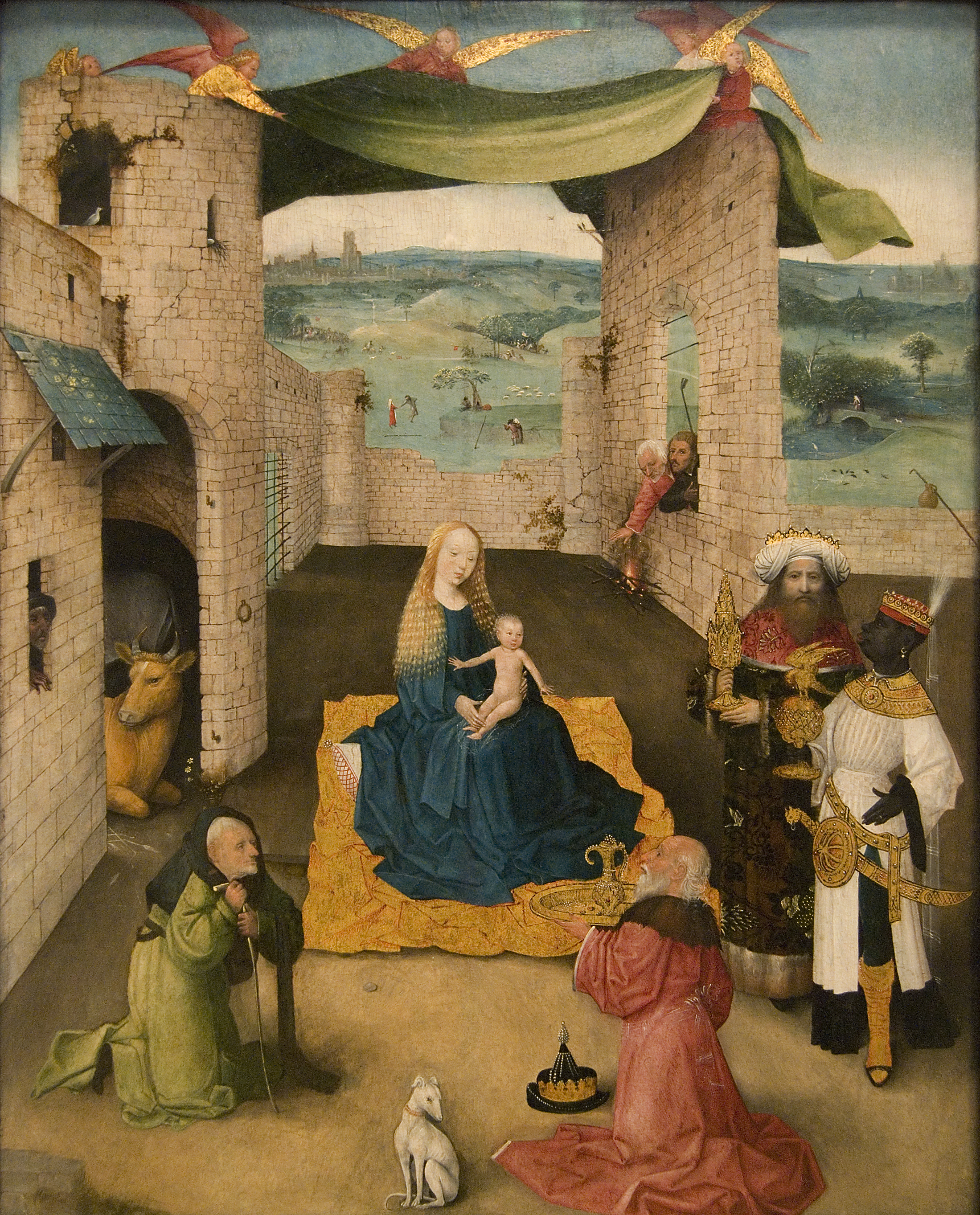
Omgeving of atelier van Jheronimus Bosch. Aanbidding der Koningen. Ca. 1474 of later. New York, Metropolitan Museum of Art.

Het werk is linksonder op het middenpaneel in gotische letters gesigneerd ‘Jheronimus bosch’. Door middel van infraroodreflectografie heeft men in de ondertekening verschillende veranderingen weten op te sporen, waarmee is vast komen te staan dat het hier om een originele compositie gaat. Het werk is vrij nauwkeurig te dateren aan de hand van de geportretteerde stichters. Het wapen van de mannelijke stichter komt namelijk overeen met dat van de Antwerpse familie Scheyfve. Eind 15e eeuw leefde er inderdaad een echtpaar Scheyfve, van wie de voornamen overeenkomen met die van de op het drieluik afgebeelde naamheiligen. Dit waren Peter Scheyfve en zijn tweede vrouw Agnes de Gramme. Peter Scheyfve (gestorven 1506) 'was lakenwever en deken van zijn gilde. Tussen 1495 en 1504 bekleedde hij in Antwerpen het ambt van ontvanger; het jaar daarop werd hij schepen.' Na het overlijden van zijn eerste vrouw, in 1491, hertrouwde Scheyfve in 1492 met De Gramme, die in 1497 overleed. Agnes de Gramme was 'de dochter van de Antwerpse schepen Peter de Gramme'. Het drieluik moet dus ergens in die periode tot stand zijn gekomen. 'Waarschijnlijk kreeg Bosch de opdracht voor dit drieluik vóór haar dood, in het kader van een omvangrijke familiestichting. Door haar overlijden werd de oorspronkelijke functie van het werk mogelijk gewijzigd: het diende dan niet meer uitsluitend als altaarretabel maar ook als epitaaf ter nagedachtenis van de schenkster.' Opmerkelijk in dit verband is de opmerking van de Duitse kunsthistoricus Max Friedländer, die al in 1927 opmerkte dat het werk op basis van de stijl van de kleding ‘not much earlier than 1495, nor much later’ kon zijn.

## Prototype
Veel elementen in het Driekoningen-drieluik, zoals de in het wit geklede koning, de geelachtige korstmos op het leien dakje, de brug met de boom, de ruiters en het dansende paar, komen ook voor op de Aanbidding der koningen in het Metropolitan Museum of Art in New York. Dit schilderij is tot 20 jaar ouder dan het Driekoningen-drieluik en zou dus een prototype van dit werk kunnen zijn, afkomstig uit het familieatelier van Jheronimus Bosch.

## Kopieën
Het Driekoningen-drieluik is wat de voorstelling betreft zeker vernieuwend te noemen. Van alle werken van Bosch is het om die reden talloze malen gekopieerd. In vrijwel alle kopieën is alleen van het middenpaneel gebruikgemaakt.
| Verblijfplaats                           | Type         | Datering          | Afbeelding |
| ---------------------------------------- | ------------ | ----------------- | ---------- |
| Upton House, Warwickshire                | Drieluik     | 1495-1520         |            |
| Philadelphia Museum of Art, Philadelphia | Middenpaneel | Begin 16e eeuw    |            |
| Gemäldegalerie, Berlijn                  | Middenpaneel | Ca. 1540          |            |
| Suermondt-Ludwig-Museum, Aken            | Middenpaneel | Ca. 1540 of later |            |
| Noordbrabants Museum, 's-Hertogenbosch   | Middenpaneel | Ca. 1554          |            |
| Muzeum Narodowe w Poznaniu, Poznań       | Middenpaneel | 16e eeuw          |            |
| Rijksmuseum Amsterdam, Amsterdam         | Middenpaneel | Ca. 1600          |            |
| Musée Calvet, Avignon                    | Middenpaneel | 1548              |            |

Schilderijen: Kruisdraging · De tuin der lusten · De keisnijding · Hooiwagen-drieluik · Calvarie met schenker · De Heilige Hiëronymus in gebed · Driekoningen-drieluik · Heilige Christoforus · Johannes de Doper in de wildernis · Johannes de Evangelist op Patmos · Antonius-drieluik · Verzoeking van de heilige Antonius (São Paulo) · De marskramer · Het narrenschip · Allegorie op de gulzigheid · De dood van een vrek · Heremieten-drieluik · Drieluik van de gekruisigde martelares · Visioenen uit het hiernamaals · Zondvloed en hel